# Danja Haslacher
Danja Haslacher es una deportista austríaca que compitió en esquí alpino adaptado. Ganó seis medallas en los Juegos Paralímpicos de Invierno entre los años 1998 y 2006.

## Palmarés internacional
| Juegos Paralímpicos | Juegos Paralímpicos        | Juegos Paralímpicos | Juegos Paralímpicos |
| Año                 | Lugar                      | Medalla             | Prueba              |
| ------------------- | -------------------------- | ------------------- | ------------------- |
| 1998                | Nagano (Japón)             | Medalla de oro      | Eslalon gigante LW2 |
| 1998                | Nagano (Japón)             | Medalla de oro      | Supergigante LW2    |
| 2002                | Salt Lake (Estados Unidos) | Medalla de oro      | Descenso LW2        |
| 2002                | Salt Lake (Estados Unidos) | Medalla de oro      | Eslalon LW2         |
| 2002                | Salt Lake (Estados Unidos) | Medalla de oro      | Eslalon gigante LW2 |
| 2006                | Turín (Italia)             | Medalla de bronce   | Supergigante de pie |